# Otto Luening
Otto Clarence Luening (* 15. Juni 1900 in Milwaukee, Wisconsin; † 2. September 1996 in New York City) war ein deutschstämmiger US-amerikanischer Komponist, Dirigent und Flötist. Er war einer der Pioniere der Elektroakustischen Musik (Elektronische Musik und Tape Music) in den USA.

## Leben
Otto Luening wurde 1900 als Sohn des deutschen Sängers, Pianisten und Dirigenten Eugene Luening und seiner Frau, der Sängerin Emma Luening, in Milwaukee geboren. Sein Vater studierte am Leipziger Konservatorium, sang später unter Richard Wagner und stand von 1879 bis 1904 der Milwaukee Music Society vor.
Die Familie Luening zog 1912 nach München, wo Otto von Alois Schellhorn, Flötist am Münchner Hoforchester, unterrichtet wurde. Von 1915 bis 1917 studierte er dann Flöte und Klavier bei Josif Becht sowie Komposition bei Anton Beer-Walbrunn an der Staatlichen Hochschule für Musik München. Von 1917 bis 1920 studierte er Komposition bei Philipp Jarnach und Dirigieren bei Volkmar Andreae am Zürcher Konservatorium. Daneben nahm er privaten Unterricht bei Ferruccio Busoni an der Universität Zürich. Ab 1917 spielte er Flöte und Percussion im Tonhalle-Orchester Zürich. Unter dem Pseudonym James P. Cleveland trat er von 1918 bis 1919 als Schauspieler in der English Players Company in Erscheinung.
1920 ging er nach Chicago und wurde als Musiker beim Stratford Movie Theatre Orchestra engagiert. Dort studierte er Harmonielehre, Musiktheorie und Kontrapunkt bei Wilhelm Middelschulte, der die Lehre von Bernhard Ziehn vermittelte. Er wurde Assistent von Eugène Aynsley Goossens, der das Rochester Philharmonic Orchestra leitete und wirkte von 1925 bis 1928 als Dirigent in der Opernabteilung der Eastman School of Music in Rochester. Er leitete die Uraufführungen Virgil Thomsons The Mother Of Us All und Gian Carlo Menottis The Medium. 1928 nahm er einen Auslandsaufenthalt in Köln, wo er Konzerte gab.
Von 1932 bis 1934 lehrte er Kontrapunkt, Harmonielehre und Musikgeschichte an der University of Arizona in Tucson. Von 1934 bis 1944 leitete er die Musikabteilung des Bennington College in Vermont. Innerhalb der Bennington Composers Conference brachte er Aaron Copland, Henry Cowell, Paul Hindemith und Carl Ruggles nach Vermont. 1941 gründete er mit Alan Carter das Green Mountain Festival in Middlebury.
Von 1944 bis 1959 war er Musikdirektor der Brander Matthews Hall der Columbia University in New York. Von 1949 bis 1968 war er Professor ebenda. Gleichzeitig lehrte er von 1944 bis 1964 am Barnard College. 1940 gründete er das American Music Centre, dem er bis 1960 vorstand. Von 1945 bis 1951 war er Präsident der American Composers Alliance. 1949 wurde er in den Board of Directors der American Academy in Rome gewählt. 1954 gründete er gemeinsam mit Douglas Moore und Oliver Daniel das Label Composers Recordings, dessen Vorsitzender er von 1968 bis 1974 war.
Seit den 50er Jahren beschäftigte er sich mit Elektronischer Musik. 1951 führte er mit Vladimir Ussachevski, mit dem er gemeinsam etwa zwanzig Kompositionen schrieb, im Museum of Modern Art das erste Konzert für Tonbandmusik (unter Leopold Stokowski) in den USA auf. Es wurde später in der Today Show von Dave Garroway ausgestrahlt. Im Jahr 1959 gründete er mit Milton Babbitt, Roger Sessions und Vladimir Ussachevski das Columbia-Princeton Electronic Music Center in New York, der ältesten Einrichtung für Computermusik und Elektronische Musik in den USA. Nach seiner Tätigkeit an der Columbia University lehrte er von 1971 bis 1973 Komposition an der Juilliard School.

## Preise, Auszeichnungen und Ehrungen
- 1930: Guggenheim-Stipendium
- 1931: Guggenheim-Stipendium
- 1952: Mitglied der American Academy of Arts and Letters
- 1970: Laurel Leaf Award
- 1974: Guggenheim-Stipendium
- 1981: LittD (hon.) der Columbia University
- 1985: American Eagle Award
- 1990: SEAMUS Lifetime Achievement Award

## Werke
Luening komponierte außer kammermusikalischen Werken in unterschiedlicher Besetzung, Klavierstücken, Chören und Liedern die Oper Evangeline, zwei sinfonische Fantasien, sinfonische Interludien, eine Serenade und eine Suite. Mit seinen atonalen, polytonalen und seriellen Werken zählte er zur musikalischen Avantgarde der USA.

## Schriften
- Modern Music. 1943.
- Odyssey of an American Composer. The Autobiography of Otto Luening. Scribner, New York 1980.

## Schüler
Zu seinen Kompositionsschülern zählen Wendy Carlos, Wen-chung Chou, Gloria Coates, John Corigliano, Philip Corner, Mario Davidovsky, Charles Dodge, Malcolm Goldstein, Daniel Goode, Patrick Hardish, Ulysses Kay, Karl Korte, Ezra Laderman, Marvin David Levy, William Mayer, John Herbert McDowell, Joseph Pehrson, Eric Salzman, Elliott Schwartz, Seymour Shifrin, Faye-Ellen Silverman, Harvey Sollberger und Charles Wuorinen.